# جيمس سي. هيب
جيمس سي. هيب هو سياسي أمريكي، ولد في 17 فبراير 1935، وتوفي في 23 ديسمبر 2013. نشط حزبياً في الحزب الجمهوري. وقد انتخب عضو مجلس نواب مينيسوتا ‏.